# Jencsest (Podsága község)
Jencsest románul: Incești falu Romániában, Erdélyben, Fehér megyében.

## Fekvése
Felsőpodsága közelében fekvő település.

## Története
Jencsest korábban Felsőpodsága része volt, 1910-ben 120 román lakossal. 1956 körül vált külön, 72 lakossal.
1966-ban 51, 1977-ben 20, 1992-ben 3 román lakosa volt.